# Vladimir Cosse
Vladimir Cosse (scris și Kosse; n. 30 septembrie 1967, în Cernogorsk, URSS) este un fost fotbalist internațional moldovean de origine rusă, care a jucat pe postul de mijlocaș sau atacant. Între 1992 și 1998 el a jucat 9 meciuri la echipa națională de fotbal a Moldovei, marcând un gol.

## Palmares

### Club
Tiligul Tiraspol
- Divizia Națională

Vicecampion: 1992, 1992-93, 1993-94, 1994-95, 1995-96, 1997-98
Locul 3: 1996-97, 1998-99
- Cupa Moldovei (3):	1993, 1994, 1995

Finalist: 1992, 1996

### Individual
Tiligul Tiraspol
- Golgheter – Divizia Națională: 1992–93 (30 de goluri), 1993–94 (24 de goluri)[3][4]

## Goluri internaționale
| Goluri internaționale | Goluri internaționale | Goluri internaționale       | Goluri internaționale | Goluri internaționale | Goluri internaționale | Goluri internaționale |
| №                     | Data                  | Locația                     | Adversar              | Gol                   | Rezultat              | Competiție            |
| --------------------- | --------------------- | --------------------------- | --------------------- | --------------------- | --------------------- | --------------------- |
| 1                     | 16 aprilie 1994       | Jacksonville, Statele Unite | Statele Unite         | 1 – 1 85' (pen)       | 1 – 1                 | Meci amical           |